# Ski-Club Mayrhofen
Der Ski-Club Mayrhofen ist ein Verein in Tirol, der vor allem Jugendlichen den Skisport zu vermitteln versucht.
Es werden folgende Disziplinen ausgeübt: Ski Alpin (Riesenslalom, Slalom), Langlauf, Skispringen und nordische Kombination.

## Geschichte
Der Ski-Club Mayrhofen, damals "Wintersportverein für Mayrhofen und Umgebung", wurde am 25. März 1924 im Gasthof "Alte Post" gegründet. Bei der Wahl im Hotel „Alte Post“ wurde der Ausschuss wie folgt bestellt:
- Obmann: Bergführer Andrä Pfister
- Stellvertreter: Franz Steindl, Dornauberg
- Kassier: Postmeister Josef Steiner
- Schriftwart: Anton Hotter, Baumeister
- Beiräte: Friedrich Dengg, Hans Bauer, Franz Hauser, Wilhelm Fankhauser

Bei der Gründungsversammlung wurde die Errichtung einer Ski-Sprungschanze (Hausererschanze) beschlossen. Außerdem wurde der Bau eines Eislaufplatzes und einer Bahn zum Eisschießen ins Auge gefasst. 1931 erbaute dann die Skiriege des Wintersportvereines die Skihütte am Penken, damals mit Pultdach. 1946 bis 1948 wurde die Skihütte am Penken umgebaut und seither präsentiert sie sich im gewohnten Bild mit Satteldach.

### Obmänner
- Andrä Pfister
- Erich Reitmayr
- Friedrich Dengg
- Hans Oberleitner
- Fritz Hörhager
- Friedrich Pramstraller
- Roland Schneidinger
- Georg Höllwarth
- Sigi Puchrucker
- Hansjörg Schlechter
- Friedl Mitterer
- Joe Wechselberger

## Traditionelle Veranstaltungen
- Tiroler Kinderskitag (seit 1950)
- Stefanispringen auf der Hausererschanze

## Erfolgreiche Athleten und Mitglieder
- Erika Mahringer (1924–2018)
- Ernst Spieß (1927–2011)
- Uli Spieß (* 1955)
- Nicola Spieß (* 1958)
- Hansjörg Aschenwald (* 1965)
- Günter Csar (* 1966)
- Martin Höllwarth (* 1974)
- Michaela Kofler (* 1977)
- Philipp Aschenwald (* 1995)
- Anna-Sophia Gredler (* 2008)